# Köpinge församling
Köpinge församling är en församling i Villands och Gärds kontrakt i Lunds stift. Församlingen ligger i Kristianstads kommun i Skåne län och ingår i Vä-Skepparslövs pastorat.

## Administrativ historik
Församlingen har medeltida ursprung.
Församlingen var till 1962 moderförsamling i pastoratet Köpinge och Lyngsjö. Från 1962 till 2002 var den annexförsamling i pastoratet Vä, Skepparslöv och Köpinge som från 1975 även omfattade Träne församling och Djurröds församling.. Från 2002 är församlingen annexförsamling i Vä-Skepparslövs pastorat där förutom Köpinge församling även Vä-Skepparslövd och Träne-Djurröds församlingar ingår.

## Kyrkor
- Köpinge kyrka